# アウストレジェジロ・デ・アタイデ

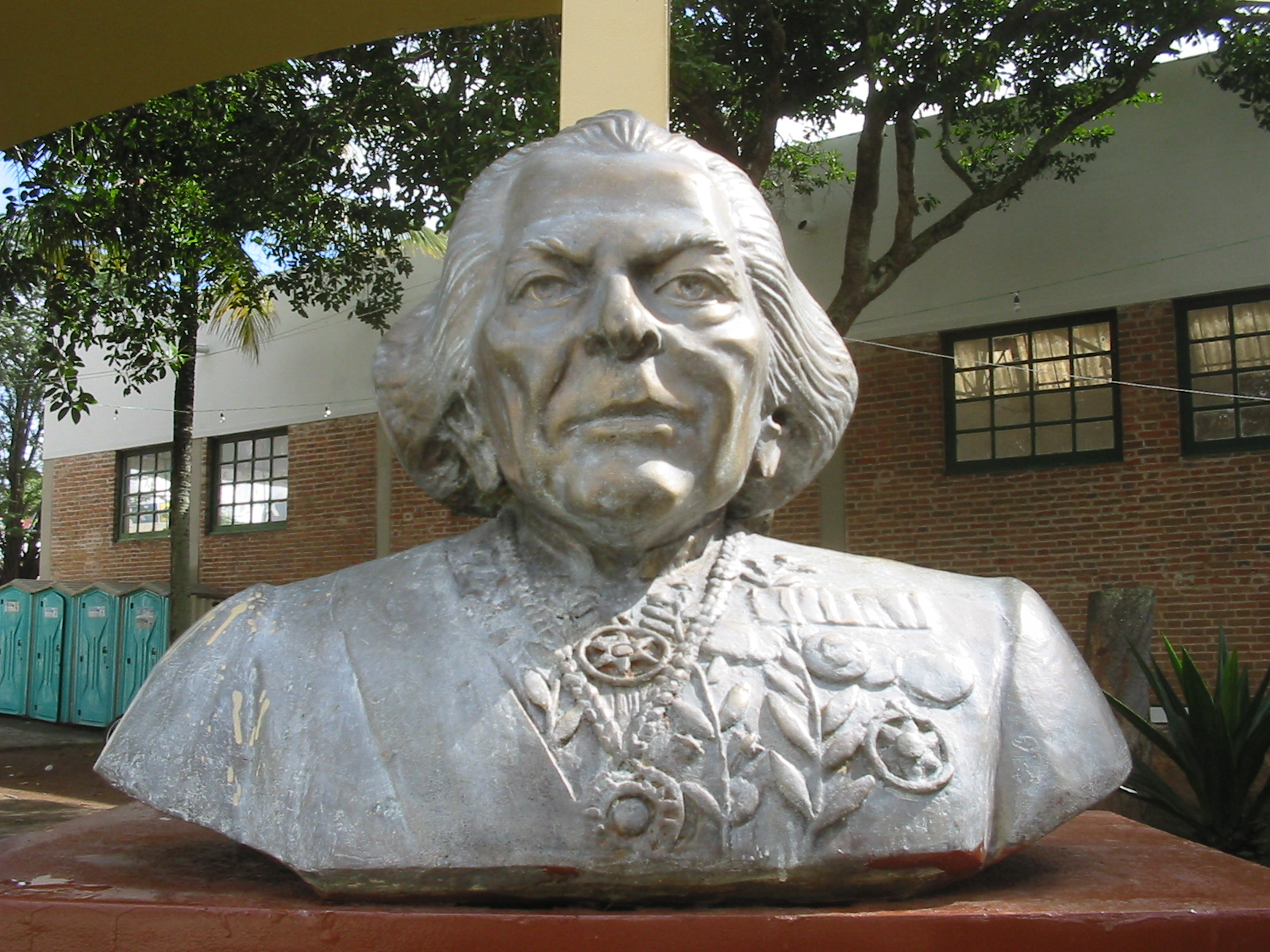
アウストレジェジロ・デ・アタイデ

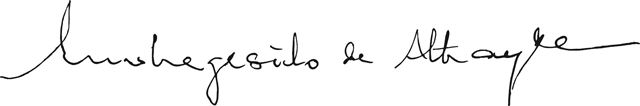
署名

アウストレジェジロ・デ・アタイデ（Austregésilo de Athayde、1898年9月25日 - 1993年9月13日）は、ブラジルの作家、ジャーナリスト。世界人権宣言の審議には、ブラジル代表として参加した。
ブラジル文学アカデミーの総裁を34年間、務めた（1959年-1993年）。

## 生涯
1898年、ブラジルのペルナンブコ州、カルアルに生まれる。リオデジャネイロ連邦大学卒。
幼いころから神学校に学び、聖職者として、当時主席として、民間の教育に専念していた。その中、キリスト教の教えに疑問を抱き、聖職者の道をあきらめることを選ぶ。ここから、ジャーナリストとしての活動が始まり、
1930年代、新聞記者として活躍。
また、ジャーナリストの活動の中で、3度の投獄、3年に渡る亡命生活も経験する。その亡命生活の中では、ヨーロッパの文化や、法制度、国民の行動様式を学べるきっかけともなる。
精力的にジャーナリスト活動に携わり、生涯で書いたコラムは5万本。テレビには20年間、毎週1回出演。ラジオには30年間、毎週1回出演。講演も40年にわたっ毎週のように行った。毎日約6本の記事を書き続け、晩年も毎日3本の記事を執筆していた。また、入院生活の最後の最後まで記事を書き続けた。。
世界人権宣言にもブラジルの代表として参加する。
その後、ブラジル文学アカデミーの総裁を34年間務める。
1993年、94歳で逝去。

## 世界人権宣言
世界人権宣言の起草にあたっては、国連総会、国際連合経済社会理事会から送付され、宣言の草案を審議した第三委員会（社会、人道、文化委員会-The Third Committee : Social, Humanitarian, Cultural）に、ブラジル代表として参画（1948年9月30日-12月6日）。第一条の審議にあたっては別個の提案をし、議論を深めるのに貢献した。第二十六条の教育の権利についての審議でもアタイデは「全ての人が教育を受ける権利は疑いの余地がない。人類の遺産を分かち合うことは現代文明の基礎を構成するものであり、誰人によっても否定されるべきではない。教育なくして個人が自分の人格を深めることもできない。それこそが人生の目的でもあり、社会の最も重要な基礎になるものなのだ」と述べている。
世界人権宣言の起草委員会（議長＝エレノア・ルーズベルト）の副議長を務めたフランスのルネ・カサンは、ノーベル平和賞の受賞（1968年）の折「この賞をブラジルの偉大な思想家・アタイデ氏と分かち合いたい」と話した。

## ブラジル文学アカデミー
アタイデ氏は、ブラジル文学アカデミーでは３４年間総裁をつとめた。ブラジル文学アカデミーとは、母国語ポルトガル語と文学をブラジルで発展させるために設立した。そこで、アタイデは３４年間の中で、１日も休むことなく運営に携わり、１度も会合を休むことがありませんでした。当時、お金のなかったブラジル文学アカデミーで資金繰りをし、文化センター建設をも可能にさせた。